# Aníbal Cavaco Silva
Aníbal Cavaco Silva (* 15. července 1939, Boliqueime) je portugalský politik. V letech 1985–1995 byl předsedou vlády Portugalska. V letech 2006–2016 byl prezidentem Portugalska. Od roku 1963 je ženatý s profesorkou ekonomie, má syna Bruna a dceru Patricii.

## Životopis
Vystudoval ekonomii na Lisabonské technické univerzitě, později se stal se vysokoškolským profesorem a získal doktorát na University of York. Byl také mistrem Portugalska v běhu na 400 metrů překážek. Přednášel na portugalských univerzitách a vedl oddělení výzkumu a statistiky v centrální bance. Roku 1975 vstoupil do Lidové demokratické strany, která se roku 1976 přejmenovala na Partido Social Democrata. V roce 1980 byl jmenován ministrem financí ve vládě Francisca de Sá Carneiro. Získal si reputaci jako liberální ekonom, postupně demontoval překážky bránící svobodnému podnikání. V červnu 1985 byl zvolen předsedou Partido Social Democrata (PSD). O pět měsíců později se stal premiérem a ukončil koalici PSD se Socialisty, která vládla v letech 1983–1985. V roce 1995 vystoupil ze strany kvůli neúspěšné kandidatuře na prezidenta. Po volbách v roce 1996 opustil politiku a působil jako poradce centrální banky. V roce 2004 začal na plný úvazek vyučovat na Vysoké škole ekonomie a managementu Portugalské katolické univerzity. 
 Stal se prvním a dosud jediným portugalským premiérem po karafiátové revoluci, který v úřadu vydržel plné dvě volební období. Snížil během nich daně a zavedl první tržní reformy. Během jeho vlády Portugalsko vstoupilo v roce 1986 do Evropské unie. S pomocí dotací z unijních fondů modernizoval zemi. Za jeho vlády přesáhly mzdy ve státním sektoru v Portugalsku výdělky v soukromé sféře. Tento trend pokračoval i za jeho nástupce, socialisty Antónia Guterrese a je pokládán za hlavní příčinu současného obrovského deficitu veřejných financí, který je nejvyšší v zemích eurozóny.[zdroj⁠?!]
V roce 2006 se stal prvním pravicově zaměřeným prezidentem Portugalska po karafiátové revoluci. Zvítězil ve volbách 22. ledna 2006 a do funkce byl uveden 9. března 2006. Dne 23. ledna 2011 byl zvolen na druhé a zároveň poslední funkční období Prezidenta Portugalska.